# George Pătăcean
 George Pătăcean (n. 1878, Moldovenești, Cluj, Austro-Ungaria – d. 1965, Turda, Cluj, România) a fost un delegat la Marea Adunare Națională de la Alba Iulia, organismul legislativ al „tuturor românilor din Transilvania, Banat și Țara Ungurească, cel care adoptat hotărârea privint Unirea Transilvaniei cu România, la 1 decembrie 1918 

## Date biografice
A fost avocat în Iara, apoi la Vințu de Sus, iar din 1906 in Turda.

## Studii
A urmat Facultatea de Drept din Cluj.

## Activitate politică
Înainte de 1918, George Pătăcean a susținut conferințe în cadrul „Astrei” și a „Reuniunii Meserașilor Români”. După 1918, George Pătăcean a fost sub prefect al județului Turda-Arieș si apoi notar public în Turda.